# 卢瓦尔河畔里伊
卢瓦尔河畔里伊（法語：Rilly-sur-Loire，法語發音：[ʁiji syʁ lwaʁ]）是法国卢瓦-谢尔省的一个市镇，位于该省西部，属于布卢瓦区。该市镇总面积10.22平方公里，2009年时的人口为460人。

## 人口
卢瓦尔河畔里伊人口变化图示